# Paradoxo da prevenção
O paradoxo da prevenção foi descrito formalmente pela primeira vez em 1981 pelo epidemiologista Geoffrey Rose. O paradoxo da prevenção descreve a situação aparentemente contraditória em que a maioria dos casos de uma doença provém de uma população com risco baixo (ou moderado) dessa doença, e apenas uma minoria de casos provém da população de alto risco. Isso ocorre porque o número de pessoas em alto risco é pequeno.
Especialmente durante a pandemia de COVID-19 de 2019 e 2020, o termo "paradoxo da prevenção" também foi usado para descrever o aparente paradoxo de pessoas questionando medidas para impedir a propagação da pandemia porque a propagação profetizada não ocorreu. No entanto, isso é um exemplo de uma profecia derrotista: As epidemias com projeções sombrias estimulam mudanças que podem impedir que essas projeções se realizem e, por sua vez, levam as pessoas a questionar essas mudanças porque as projeções não se realizaram.

## Exemplos
Como exemplo, Rose descreve o caso da síndrome de Down, na qual a idade materna é um fator de risco. No entanto, a maioria dos filhos com Síndrome de Down nascerá de mães mais jovens e de baixo risco (nas populações em que a maioria das mulheres tem filhos em uma idade mais jovem). Essa situação é paradoxal porque é comum e lógico equiparar populações de alto risco com a maior parte do ônus da doença .
Outro exemplo pode ser visto em termos de redução dos problemas gerais de álcool em uma população. Embora menos graves, a maioria dos problemas com álcool não é encontrada entre alcoolatras com grau de dependencia eleveado. Um maior ganho social será obtido alcançando uma pequena redução no uso indevido de álcool em um grupo muito maior de bebedores 'arriscados' com menos problemas graves do que tentando reduzir os problemas entre um número menor de bebedores dependentes.
O paradoxo da prevenção é um problema encontrado quando governos ou organizações tentam introduzir uma intervenção em larga escala para melhorar a saúde.